# Цветная Леди
«Цветная Леди» (англ. The Painted Lady) — третий эпизод третьего сезона американского мультсериала «Аватар: Легенда об Аанге».

## Сюжет
Команда Аватара видит загрязнённую реку и прилетает к рыбацкой деревне. До неё их переправляет Док, который рассказывает о фабрике нации Огня, которая загрязняет воду. Люди в деревне несчастны, и Катаре их очень жалко. Команда закупает продукты у Дока, который притворяется своим братом Шу, переодевая головной убор. Маленький мальчик просит у Катары еды, и она отдаёт ему небольшую часть, которую мальчик скармливает своей больной матери. Ночью в лагере Сокка переживает из-за отклонения от графика маршрута. На утро Катара говорит, что Аппа заболел, и им приходиться задержаться в деревне. Они снова идут за продуктами и видят, что в деревне что-то поменялось: все счастливы. Док как Шу рассказывает им, что ночью пришла Цветная Леди и принесла им еды. Команда хочет купить лекарства, но Шу говорит, что они отдают их на фабрику, отчего у них много больных. Тогда друзья просто закупают ещё еды.
Ночью Цветная Леди вновь посещает деревню и вылечивает всех больных. Её замечает мальчик и благодарит за это. На утро Шу рассказывает, что таинственная женщина-дух снова приходила к ним. Сокка шутит, что Цветной Леди следовало бы взорвать фабрику, иначе в деревне всё будет по-старому. Ночью Катара убегает из лагеря, переодеваясь в Цветную Леди, и её замечает Аанг. Он догоняет духа и видит, что это переодетая Катара. Она говорит, что Аппа здоров, а его язык просто поменял цвет из-за сиреневых ягод. Аватар не ругает её, а хвалит за то, что она помогала людям, и девочка просит его о помощи. Вместе они пробираются на фабрику и устраивают саботаж, а затем Катара затапливает её. К утру они возвращаются к друзьям, но Сокка и Тоф поняли, что происходит. Он ругает их. Генерал нации Огня решает, что фабрику разгромили жители деревни, и вместе со своими подчинёнными отправляется к ним.
Команда Аватара видит приближающуюся угрозу, и Катара хочет пойти в деревню, потому что не может отказать в помощи людям, которые в ней нуждаются. Сокка соглашается помочь сестре. Генерал ругает жителей, но они отвечают, что это была Цветная Леди. Тогда маги огня начинают громить деревню. Однако Аанг, Сокка, Тоф и Катара устраивают представление, и последняя является в виде Цветной Леди с напущенным туманом и рыком Аппы. Трусливые солдаты убегают, а командир остаётся сражаться. Когда он атакует Цветную Леди огнём, Аанг подбрасывает её в воздух, а генерала сбрасывает в грязную реку. Катара в образе духа прогоняет его из деревни, и он уплывает со своими подчинёнными. Жители благодарят её, но затем Док замечает, что это Катара, и граждане ополчаются на неё за обман. Сокка встаёт на защиту сестры, и она просит прощения за это шоу, но говорит, что не могла оставаться в стороне, и воодушевляет их самим стоять за себя. Жители смягчаются и не обижаются на неё. Тоф предлагает почистить реку, и Док публично снимает шапку, притворяясь очередным братом Буши. Аанг подмечает это, но старик говорит, что так делает только его брат Док, называя того сумасшедшим, и уходит, что выводит Аватара из себя. После все чистят реку от грязи, а ночью в лагере к Катаре является настоящий дух Цветной Леди и благодарит её.

## Отзывы

Динамика оценок IGN к эпизодам 3 сезона мультсериала

Макс Николсон из IGN поставил эпизоду оценку 7,5 из 10 и написал, что «„Цветная Леди“ может быть самым слабым звеном Книги Третьей». Он продолжил, что «будь то совершенно несущественная сюжетная линия или унылый рыбацкий городок, этот эпизод не совсем соответствовал остальной части сезона». Однако критик отметил, что «тем не менее, здесь всё ещё есть чем насладиться, ведь команда Аватара объединила свои усилия, чтобы спасти загрязнённую деревню от разорения». Рецензент посчитал, что «Док / Шу / Буши, например, был на удивление забавным персонажем эпизода, тем более что его роль была в основном разъяснительной». В конце Николсону понравилась слаженная работа команды Аватара, когда они прогоняли магов огня из деревни, и появление настоящего духа Цветной Леди.
Хайден Чайлдс из The A.V. Club написал, что «было бы лучше, если бы Катара рассказала о том, что ею движет, или даже установила более чёткую связь между своими действиями и конфликтом с Хакодой, но вместо этого она просто кричит, что никогда не отвернётся от людей, которые в ней нуждаются». Критик посчитал, что «предполагать, что Хакода бросил её, уйдя на войну — это лучшее, что можно сделать», догадываясь о мотивах Катары.